# Zoonami
Zoonami fue una empresa de desarrollo de videojuegos, fundada en 2000 en Cambridge, Reino Unido por Martin Hollis. Zoonami cerró en 2010.

## Juegos desarrollados
En octubre de 2006, Eidos anunció Zendoku, un juego basado en Sudoku desarrollado por Zoonami para Nintendo DS y PlayStation Portable. Zendoku se lanzó en los Estados Unidos el 12 de junio de 2007 y en Europa el 20 de abril de 2007.
Zoonami lanzó su segundo juego, Go! Puzzle para PlayStation 3 y PlayStation Portable en febrero de 2007 y julio de 2008, respectivamente. Go! Puzzle se desarrolló en colaboración con Cohort Studios.
Zoonami lanzó su tercer juego, Bonsai Barber, para WiiWare en Norteamérica el 30 de marzo de 2009 y en Europa el 7 de agosto de 2009, Bonsai Barber fue publicado por Nintendo.

### Proyectos cancelados
Un videojuego exclusivo para la videoconsola GameCube originalmente titulado como Game Zero, más tarde conocido como Proyect Z3796WP, estuvo en desarrollo de 2000 a 2002, y fue oficialmente cancelado en 2003.
En 2004, Zoonami anunció un prototipo de un juego de música llamado Funkydilla, pero no se pudo encontrar una distribuidora para el juego.